# Merzbow
Merzbow (születési nevén Akita Maszami, Tokió, 1956. december 19. –) japán zenész. Egyedi és különleges hangzásvilágáról ismert. Főleg a noise műfajban játszik, de a drone metal, kísérletezős (experimental) zene, az indusztriális zene és a musique concrète műfajok elemei is hallhatóak zenéjében. Diszkográfiája 357 nagylemezt és több egyéb albumot tartalmaz. Több egyéb előadóval és együttessel is kollaborált (például Sunn O))), Full of Hell, Pándi Balázs). Beceneve: "a zaj keresztapja".
A Merzbow név leginkább Akita Maszami zenei projektjére utal.
Zenei hatásaiként a progresszív rock, a heavy metal, a free jazz és a korai elektronikus zene stílusokat jelölte meg. Hatással volt rá a dadaizmus, szürrealizmus és a fétiskultúra is. A kétezres évek eleje óta olyan életstílusok hatottak rá, mint a környezetvédelem és az állatok jogai, és vegán, illetve straight edge életstílusra tért át.
Több könyvet is írt, illetve több magazin szerkesztője is volt. Könyvei általában a zenéről, a modern művészetről és az underground kultúráról szólnak. További érdeklődési körei közé tartozik a festés, a fényképezés és a filmkészítés.
2000-ben az Extreme Records egy 50 lemezből álló díszdobozos kiadványt jelentetett meg, Merzbox címmel. Munkásságáról több remix album is készült, és egy tribute album is. Ezek, és más eredmények, hozzájárultak ahhoz, hogy a "zajzene legfontosabb előadójának" nevezzék.